# Terra Indígena Vargem Alegre
A Terra Indígena Vargem Alegre é uma terra indígena localizada no oeste do estado da Bahia, no Vale do São Francisco. Ocupa uma área de 993,51 ha na Serra do Ramalho. As terras ainda não foram homologadas. No ano de 2014, de acordo com  sua população era de 138 índios Pankaru.